# Real Santuario de San José de la Montaña
El Real Santuario de San José de la Montaña (en catalán Reial Santuari de Sant Josep de la Muntanya) está situado en el barrio de La Salud, en el distrito de Gracia de Barcelona. Es un edificio neorrománico con elementos modernistas, que consta de iglesia, convento y capilla adyacente. Fue obra de Francisco Berenguer, colaborador habitual de Antoni Gaudí, aunque como este no poseía el título oficial de arquitecto fue firmada por Miquel Pasqual Tintorer, arquitecto municipal de Gracia. Berenguer también se encargó de la decoración interior, altares, púlpitos, confesionarios y otros elementos. El edificio se construyó con piedra procedente de la cantera localizada en el mismo terreno. El 14 de agosto de 1895 se puso la primera piedra, y el Santuario fue inaugurado oficialmente el 20 de abril de 1902. Tras la Guerra Civil fue reconstruido.

## Descripción
El edificio presenta tres cuerpos: la iglesia, el hogar y la residencia. Una escalera de doble tramo une la explanada frontal y el espacio delante de las puertas de los tres cuerpos, que se encuentran situados a más altura. La iglesia es de una sola nave con crucero y ábside semicircular, donde se abren altos ventanales con vidrieras emplomadas y coro posterior para la comunidad. Aún conserva importantes muestras de cerámica de Josep Orriols con elementos florales en diferentes puntos del edificio como el vestíbulo. En la planta baja se encuentra la Capilla del Santísimo Sacramento (antigua capilla de San José y actualmente de la Beata Madre Petra de San José, fundadora de la congregación religiosa que ocupa el edificio). En 1961 se inició la construcción de la nueva capilla de San José en la explanada, al pie de la doble escalera, obra acabada en 1972. En 1921 se hizo la coronación canónica de la imagen de San José, que se venera en esta capilla.
El convento forma parte de la Congregación Madres de Desamparados y San José de la Montaña, comunidad religiosa que está instalada en el santuario desde su inauguración, donde asistía a niñas huérfanas. En 1903 se fundó la Pía Unión de San José y una revista para propagar la devoción al santuario. Los años siguientes se volvió muy popular entre los barceloneses, que escribían cartas al santo pidiéndole favores, que eran quemadas en procesión mensual. En 1997 el cardenal Ricard Maria Carles aprobó la redacción de los nuevos estatutos de la Pía Unión y desde entonces se llama Asociación de San José de la Montaña. Actualmente el asilo acoge 150 niños huérfanos.

## Historia
La construcción del santuario fue impulsada por la Beata Petra de San José. La entonces madre Petra llegó a Barcelona el 25 de noviembre de 1890 con la intención de crear un hogar para huérfanas. En aquel momento la congregación de Madres de los Desamparados tenía hogares para huérfanas y asilos de ancianos en varias ciudades de España. 
Primero se hospedaron en casa de una señora frente a la Catedral de Barcelona, y pasados unos días alquilaron un piso en la calle Ataülf n.º 12. Las Madres recibieron 40 niñas para ser acogidas, por lo que se volvieron a trasladar el 17 de enero de 1887 a una casa llamada el Putxet, en el barrio de San Gervasio, en la zona alta de Barcelona. Ese mismo día recibieron el permiso de erección canónica de la Curia para la Comunidad en Barcelona. La casa se les quedó pequeña y necesitaron trasladarse. Encontraron una casa mayor en el barrio de Gracia, concretamente en el número 72 de la calle San Salvador. 
En 1895 los propietarios necesitaron vender, por lo que las Madres y las huérfanas tuvieron que buscar otro hogar. Recibieron en donación la Torre Masferrer, situada en el entonces número 44 de la calle Minas. El lugar, hoy totalmente urbanizado, era montañoso y sin arbolado, y recibía el nombre popular de la Montaña Pelada. La finca tenía una extensión de 320 000 palmos de terreno, una casa sin terminar y una pluma de agua. Se encargó la construcción del hogar para niñas y una iglesia grande para San José.
La primera piedra fue colocada el 14 de agosto de 1895. Según el padre Jaume Armengol la congregación recibió grandes donativos para la construcción, entre ellos de la familia Barba. Madre Petra hizo ampliar dos veces las proporciones del templo. La primera ala del hogar estuvo finalizada en poco más de medio año y las huérfanas se pudieron trasladar el 18 de marzo de 1896. Las peregrinaciones empezaron a ser numerosas y los ciudadanos empezaron a llamar al santuario San José de la Montaña. El 19 de marzo de 1901 tuvo lugar la solemne bendición e inauguración de la iglesia del Santuario y el traslado de San José de la Montaña a su capilla. La ceremonia fue oficiada por el cardenal Casañas.
En 1908 el rey Alfonso XIII distinguió al santuario con el título de Real. El 12 de octubre de 1910 se clausuró el Magno Congreso Josefino Hispano-Americano, organizado por el padre Ignacio Verdós.
El 17 de abril de 1921 el papa Benedicto XV coronó, a petición del cardenal Enrique Reig Casanova, la estatua de San José de la Montaña. La ceremonia fue oficiada por el obispo de Barcelona, Ramon Guillamet. Los padrinos fueron los reyes Alfonso XIII y Victoria Eugenia representados por los condes de Güell.
Durante la Guerra Civil fue incendiado y saqueado. El primer domingo de marzo de 1939 se volvió a practicar el culto religioso en un altar portátil y empezó la reconstrucción. El 6 de febrero de 1940 se volvió a colocar la estatua de piedra de San José en el frontón del Real Santuario; esta consta de 310 centímetros de largo. El 14 de abril de ese mismo año fue colocada la imagen de San José en el altar y el 6 de abril de 1942 fue celebrada la recoronación.

## Obras de arte que incluye
- En el oratorio donde falleció Beata Petra de San José se encuentra el retrato realizado por Isabel Guerra en 2008.[6] Esta es la imagen más conocida y utilizada de la beata.

## Galería de imágenes

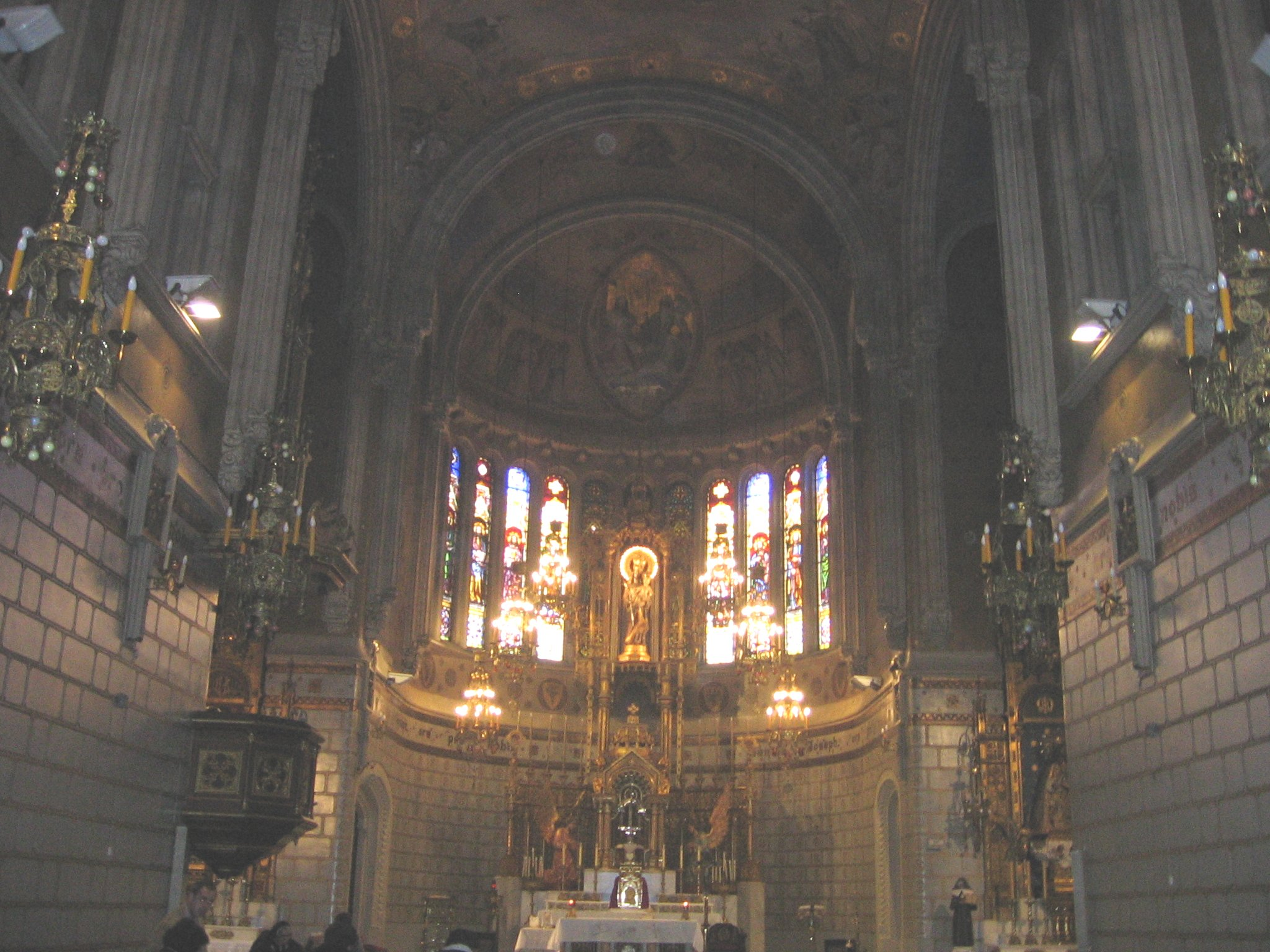
Interior de la iglesia.
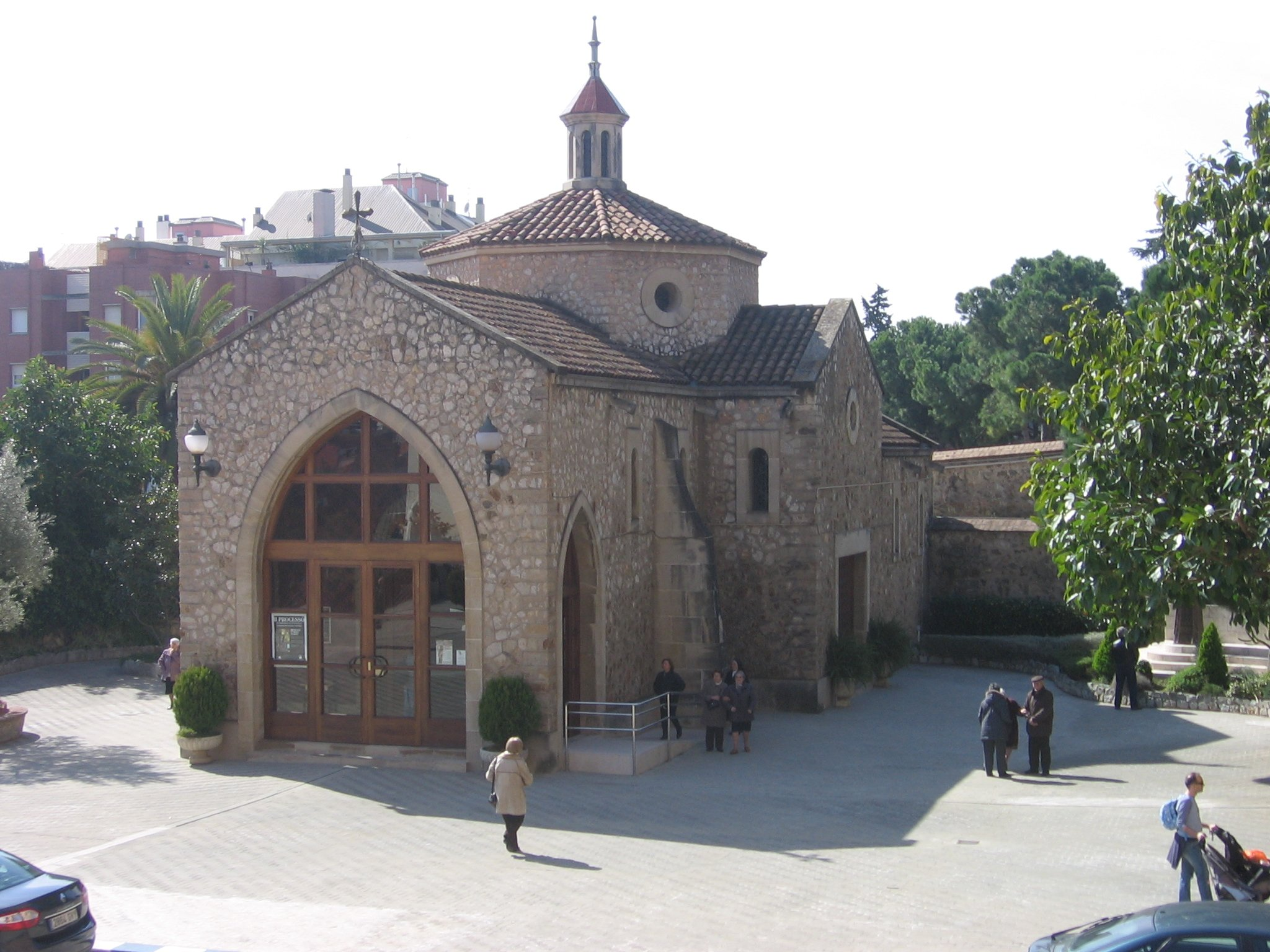
Capilla de San José.
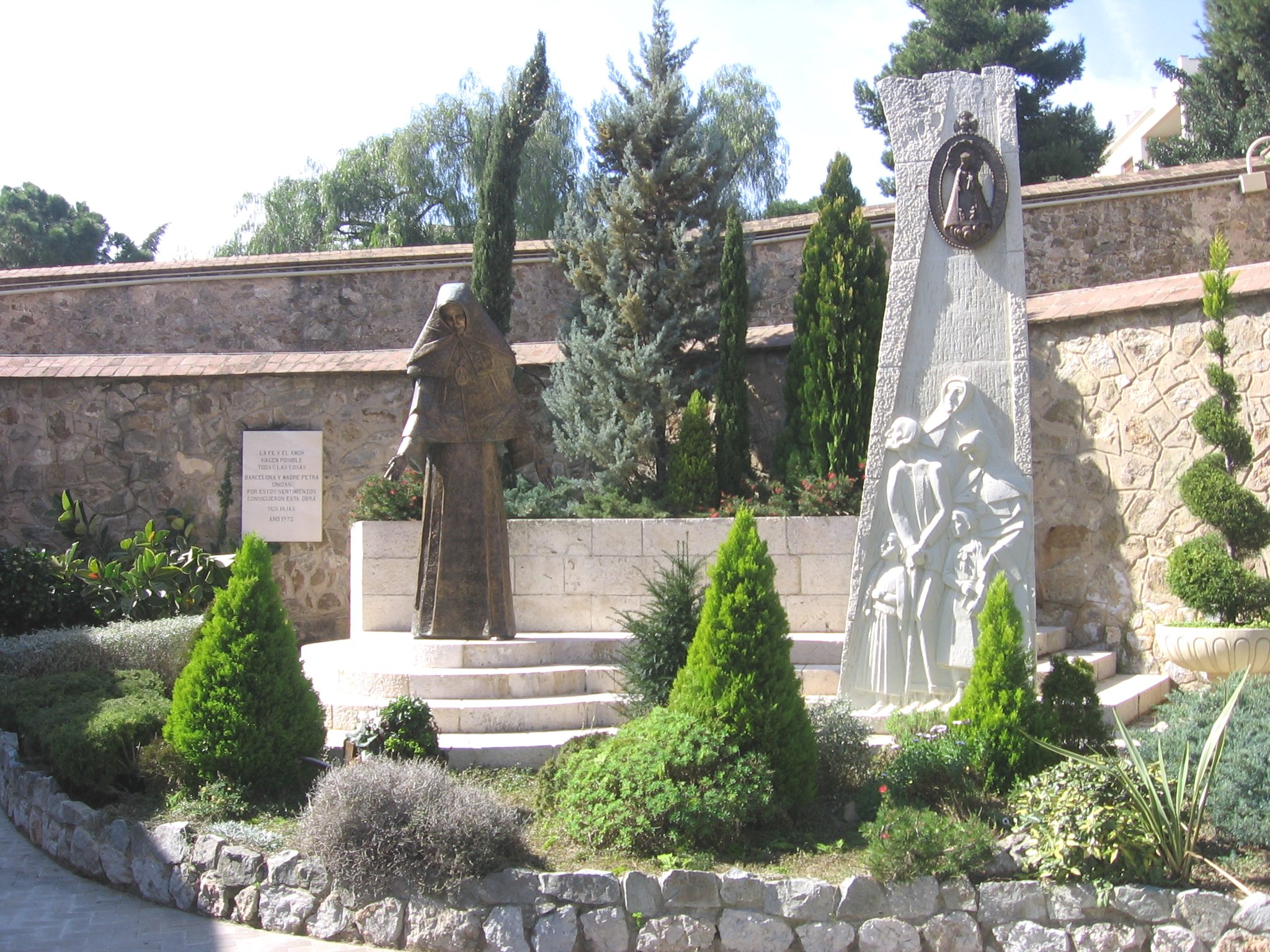
Monumento a Petra de San José.
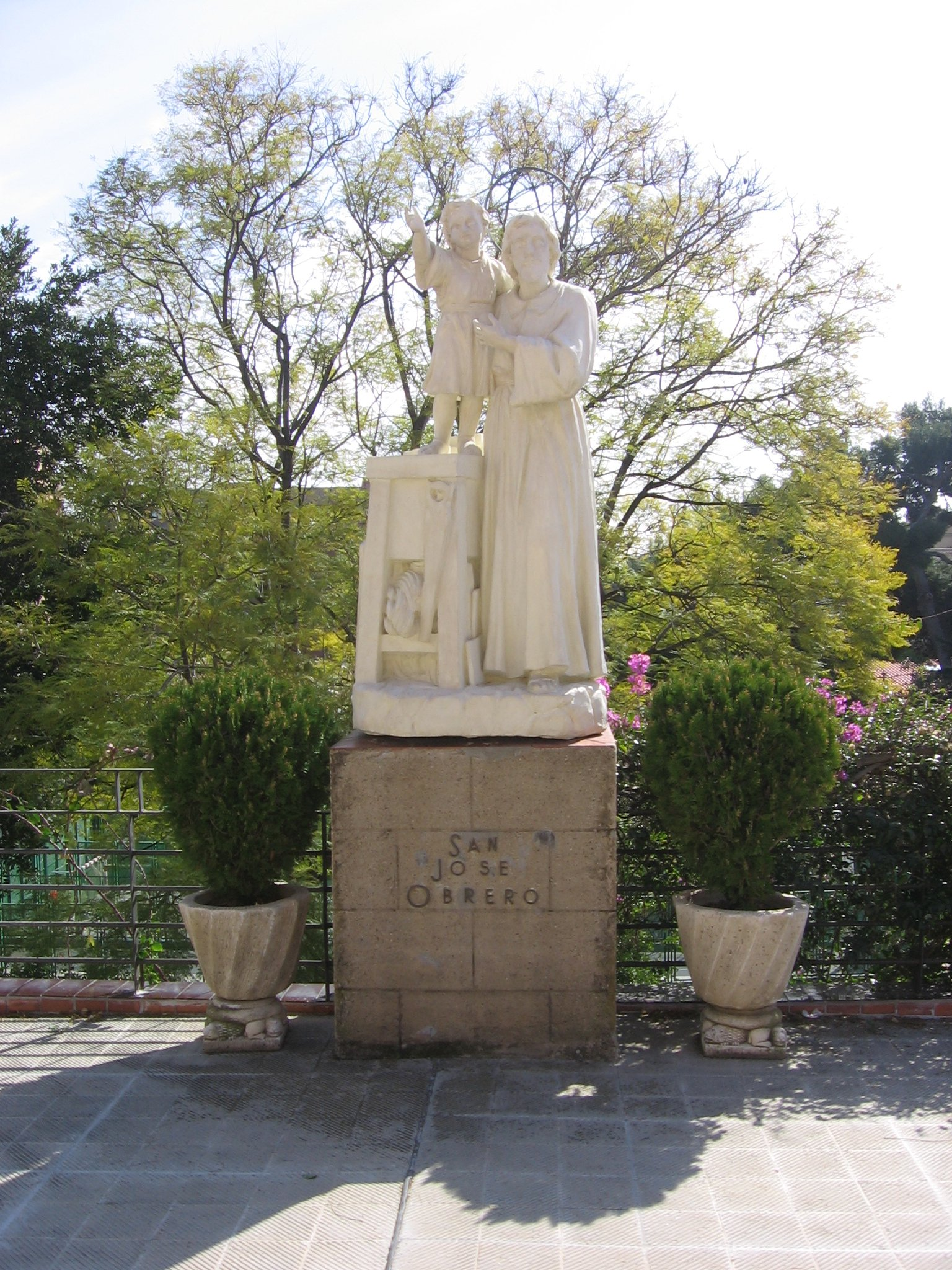
Estatua de San José Obrero.
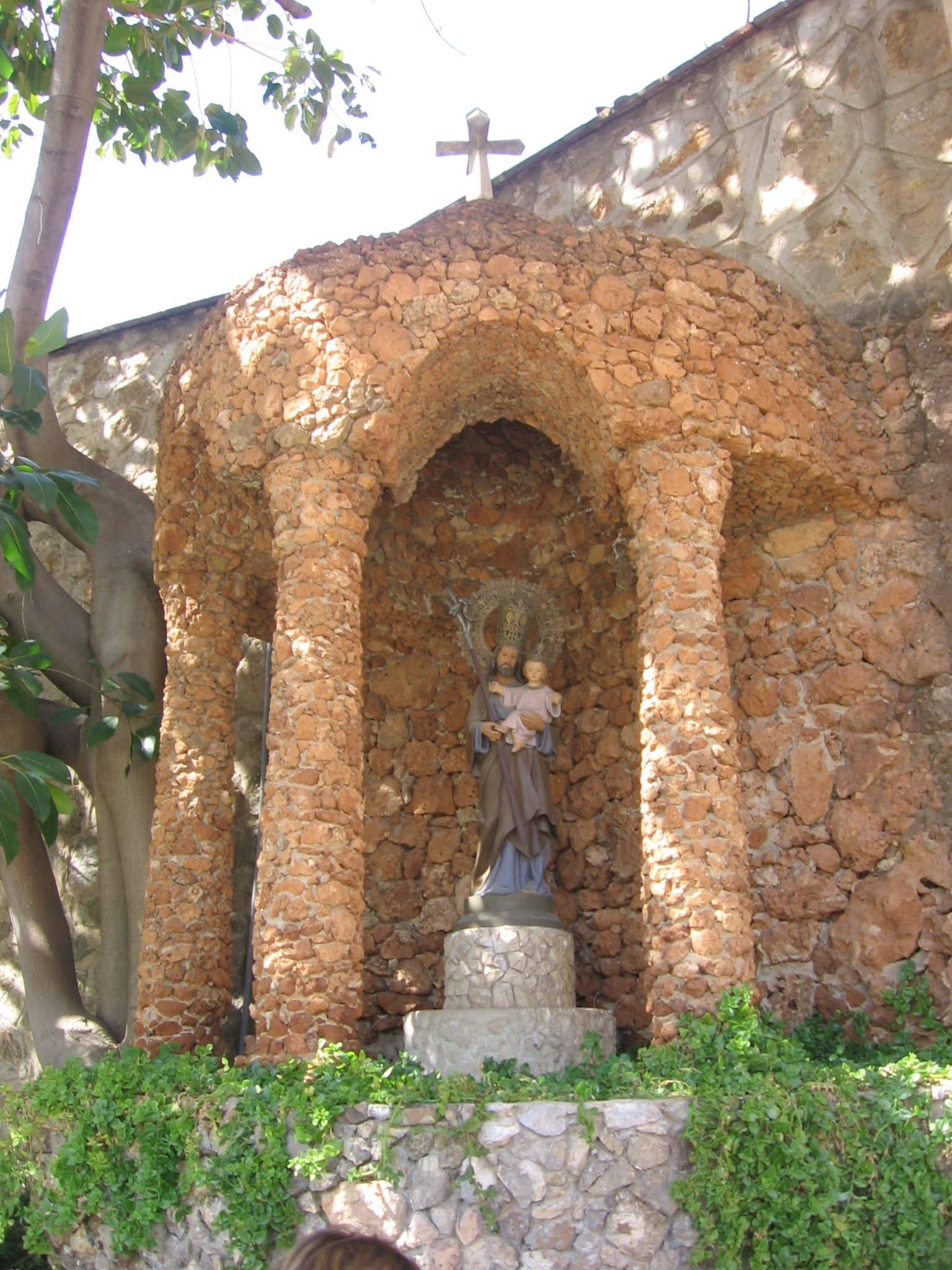
Imagen de San José.
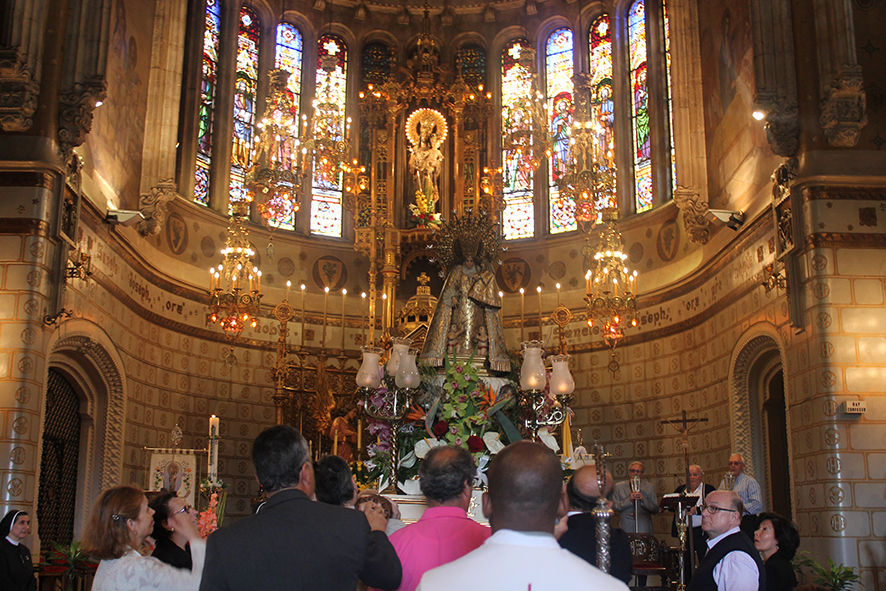
Imagen de Nuestra Señora de los Desamparados saliendo de la iglesia del Santuario San José de la Montaña